# Оборона Баязета (1829)
Оборо́на Баязе́та (20 июня [2 июля] — 21 июня [3 июля] 1829 года) — оборона, происходившая в ходе Русско-турецкой войны (1828—1829). Является одним из героических эпизодов той войны. Небольшой русский гарнизон вместе с местными армянскими ополченцами под общим командованием генерал-майора П. В. Попова в течение 32 часов практически непрерывных боёв отражал атаки на город многочисленного турецкого корпуса под командованием ванского паши.

## Баязет
Баязет находился на территории западной части исторической Армении, в пределах Османской империи. Главными укреплениями города на тот момент служили, так называемые, новый (дворец Исхак-паши) и старый (Аршакаван) за́мки. Первый находился на скалистом уступе в центре города, второй ― на том же отроге к востоку от первого. В плане фортификационных оборонительных сооружений по окружности города были выстроены каменные батареи из отдельных башен и стенок. К северу от Баязета простиралась обширная равнина.
Баязетский санджак граничил с Персидской империей и Армянской областью Российской империи. Большую часть населения данного санджака составляли армяне (до 18 тыс. жителей или до 3 тыс. семей). Меньшую ― курды и турки-османы (до 600―700 семей), но в то же время, последним принадлежали все посты государственного управления. Относительно независимое от турецких властей самоуправление имело армянское духовенство, которое подчинялось Эчмиадзинскому католикосу всех армян. Сам Эчмиадзинский монастырь находился в Эриванской провинции Армянской области России.
В стратегическом плане занятие Баязета было важно для прикрытия левого фланга операционной базы русских войск. Особое значение имело и то, что Баязетский санджак был богат хлебными запасами, и через него пролегала большая караванная дорога.

## Предпосылки

### Подготовка к войне
В преддверии войны между Россией и Турцией, баязетский Балюль-паша в феврале 1828 года, обоснованно полагая, что его санджак, граничащий с Армянской областью, одним из первых подвергнется занятию русскими войсками, предпринял попытку договориться с русским Главноуправляющий Кавказским краем, графом И.Ф. Паскевичем-Эриванским. Для этого он послал к Паскевичу в Тавриз своего чиновника «под предлогом разных учтивостей». Не имея особых успехов в достижении своих целей через посланника, Балюль-паша в марте обратился к армянскому архиепископу Нерсесу Аштаракеци с просьбой содействовать ему в этом вопросе, но Нерсес, находившийся в то время в некоей конфронтации с Паскевичем, скрыл от последнего стремления паши. В середине июня Балюль-паша писал о данной просьбе генералам Панкратьеву и Чавчавадзе, однако Паскевич игнорировал все обращения баязетского паши.
С началом боевых действий, когда русские войска вторглись в пределы Османской империи, военный губернатор Армянской области генерал-майор князь А.Г. Чавчавадзе был назначен ответственным за охрану её границы (имел в наличии всего около 2 тыс. пехоты и 340 кавалерии). Населявшие Баязетский санджак курды, не замедлив воспользоваться войной и слабой защитой российских границ, принялись в целях грабежа производить набеги в пределы российского Закавказья. Также, частые набеги производились и в пределы Персидской империи, где в г. Хое находились русские воинские подразделения в ожидании выплаты Ираном контрибуции согласно условиям Туркманчайского договора. Балюль-паша, видя, что русских войск на границе с его санджаком недостаточно даже для полноценной защиты собственных рубежей, изменил свою политику по отношению к России. На письмо князя Чавчавадзе, который предлагал паше «искать русского покровительства», отвечал, что «если русские войдут в его пределы, то встретят жестокий отпор до последней крайности».
У армянского населения Баязета, проявлявшего явную симпатию к России и надеясь на её помощь и защиту, турецкими властями было изъято всё имеющееся у них оружие.

### Занятие Баязета русскими войсками
После взятия русскими войсками Ахалкалаки и выплаты Ираном части контрибуции, Паскевич решил овладеть Баязетским санджаком. Из Ирана были направлены на соединение с отрядом князя Чавчавадзе, находившиеся там до того времени в ожидании контрибуции, 2 батальона Нашебургского пехотного полка с 4 орудиями для дальнейших наступательных действий на Баязет.
25 августа (6) сентября 1828 года Чавчавадзе с отрядом, состоящим из 1400 пехоты (2 батальона Нашебургского и 3 роты Севастопольского пехотных полков), 200 казаков Донского Басова полка и 400 армянской и татарской (азербайджанской) иррегулярной конницы с 6 орудиями, выступил из селения Аргаджи. Перейдя горный хребет Хачгедук (Памбугдаг), разделявший Армянскую область с Баязетским санджаком, и не дожидаясь отстающего обоза под прикрытием севастопольцев, Чавчавадзе 27 августа (8) сентября налегке подошёл к Баязету. Балюль-паша выслал против него 1300 кавалерии, часть которой — после недолгой перестрелки была опрокинута русской артиллерией и отступила в город, а другая часть, отрезанная от города татарской (азербайджанской) конницей — отступила в горы, после чего, скрытыми путями вернулась в Баязет. Действия турок в тот день ограничились артиллерийской стрельбой со старого замка, которая продолжалась до наступления темноты.
На следующий день, ранним утром 28 августа (9) сентября к лагерю подошёл обоз с 3 ротами Севастопольского полка. Увидев усиление русского отряда, Балюль-паша тут же послал в русский лагерь парламентёра с изъявлением готовности сдать Баязет до полудня. Взамен паша просил гарантию личной свободы и сохранения за ним всего его имущества, а также беспрепятственного выхода из города турецкого гарнизона. Однако вскоре казачьи разъезды донесли о приближении к Баязету до 2000 курдов. Кроме того, поступило сообщение, что из Эрзерума на помощь турецкому гарнизону Баязета выступили и другие турецкие части. Опасаясь подхода к городу неприятельских подкреплений, русский отряд пошёл на штурм. Две роты Нашебургского полка выдвинулись на высоты, находящиеся в южной стороне города. Со стен цитадели по ним тут же был открыт орудийный огонь, однако нашебургцы, опрокинув не дождавшуюся поддержки пехоты турецкую кавалерию, быстро взобрались на высоты. Вслед за ними, туда были доставлены 2 единорога (гаубицы), которые тут же открыли огонь по мусульманской части города, предшествуя атаке на неё пехотных и кавалерийских русских частей. Тем временем, к городу с южной стороны подошли курдские ополчения, но увидев критическое положение турецкого гарнизона, были вынуждены отойти от города. Турецкий гарнизон, опасаясь быть отрезанным от макинской дороги, проход по которой умышлено был оставлен русским командованием свободным, обратился по ней в беспорядочное бегство.
К часу пополудни город был взят. Навстречу русскому отряду со всем духовенством, с иконами и церковными хоругвями вышли местные армяне. Балюль-паша, был объявлен военнопленным, но при этом, за ним сохранялось его движимое имущество (за исключением продовольствия).
Трофеями русского отряда оказались: 12 орудий, 3 знамени, 2 бунчука, чаушский (повелительный) знак паши, 180 пудов пороха и значительные запасы провианта и фуража. Потери турок составляли до 50 человек убитыми (не считая раненных). Потери русского отряда (27—28 августа) составляли: убитыми — 2; ранеными — 7; контужеными — 3 человека.

### Дальнейшее покорение Баязетского санджака
Падение Баязета произвело огромное впечатление у турецкого командования. Жители Эрзерума из боязни, что русские вскоре также возьмут Алашкерт и через Гасан-Кале пойдут на Эрзерум, в панике покидали город.
В Баязете к русским войскам присоединились многие местные армяне, как из самого города, так и его окрестностей. Вскоре, в Баязет прибыли и старейшины Хамура, предоставив князю Чавчавадзе ключи от города. 8 (20) сентября армянская сотня (50 конных сардарабадских и 50 пеших баязетских) без единого выстрела заняла Диадин. В тот же день в Баязет прибыл посланник одного из курдских родоначальников Гассан-аги. Последний, ещё при переходе русскими границы, бежал с подвластными ему 300 курдскими семействами из Баязетского санджака к Вану, и просил теперь вернуться в места своего прежнего проживания близ Хамура. Так как Гассан-ага не принимал участие в обороне Баязета против русских войск, ему было дозволено вернуться. Чтобы заслужить искреннего доверия к нему, Гассан-ага сформировал из подвластных ему курдов отборную конную сотню и лично привёл её в русский лагерь. На следующий день, 9 (21) сентября, по получении князем Чавчавадзе известия о движении Абдул-Риза-бека (брата Балюль-паши) к Топрах-кале, эта сотня присоединилась к выступившим против него русским частям и приняла активное участие в боевом столкновении с неприятелем. Однако многие курдские племена, как Баязетского, так и соседних пашалыков, всё-таки не желали терять своей независимости и, содействуя турецким частям, неоднократно, но тщетно пытались вытеснить русских с разных населённых пунктов Баязетского санджака.
В двухнедельный срок (с 25 августа по 9 сентября) русским отрядом под командованием князя Чавчавадзе был покорён весь Баязетский санджак. 11 (23) ноября в Баязет из Хоя прибыл генерал-майор Н.П. Панкратьев и принял командование находившимися там войсками. Чавчавадзе, осыпанный Паскевичем «незаслуженными упрёками», был переведён обратно в Армянскую область, где вступил в свою прежнюю должность военного губернатора. В то же время (в начале ноября) из Персии в Баязет были переброшены дополнительные силы (3 батальона пехоты и казачий полк).
В ходе пятимесячной кампании 1828 года, русскими войсками были завоёваны Карский, Ахалцихский и Баязетский пашалыки. Тем временем, в Баязетском, впрочем, как и в других соседних пашалыках, вспыхнула эпидемия чумы, не обошедшая стороной и русские войска, вследствие чего, они вынуждены были остановить наступление и уйти на зимние квартиры.

### Накануне осады
Генерал Панкратьев, сменивший на своём посту генерала князя Чавчавадзе, счёл недопустимым менять дислокацию русских войск в Баязетском пашалыке, оставленной последним:
- В Кара-Килисе находились главные силы — Козловский пехотный (мушкетёрский), Нашебургский и Донской казачий Шамшева полки с 10 орудиями;
- В Топрак-Калинской цитадели — 2 роты пехоты, 2 орудия;
- В Диадине — батальон Кабардинского полка, 6 орудий;
- В Баязете — 2 роты Севастопольского полка, 2 орудия.

Казачий Басова полк был распределён по всем гарнизонам пашалыка.
Кроме ранее сформированного из местных армян милиционного батальона (500 чел.), в мае местными жителями было выставлено ещё 500 добровольцев, намеренных служить в Русской армии без жалованья. Панкратьевым была сделана попытка также сформировать кавалерийский полк из местных курдов, но последние всячески уклонялись от службы, а их родоначальники, по всей видимости, хоть и пытались искренне содействовать русскому командованию в сборе людей, однако не имели в том успеха. Один из курдских родоначальников писал Панкратьеву:

Богом клянусь вам, что очень рад буду, когда вы возьмёте их с собою в поход, потому что они никого не слушают.
25 марта (6) апреля 1829 года Панкратьев с Кабардинским, Севастопольским и казачьим Басова полками при 10 орудиях выступил к Карсу на усиление главного действующего корпуса Паскевича. Командующим русскими войсками в Баязетском пашалыке был назначен генерал-майор П.В. Попов. В дальнейшем, Паскевич рапортовал Николаю I:
Я знал, что Баязетский отряд весьма слаб и что весь левый фланг отдаю я на произвол судьбы. По настоящему, мне надлежало бы оставить там ген.-м. Панкратьева с 3 батальонами, которые я взял оттуда, но тогда на главном пункте моём было бы весьма мало войск, и я не осмелился бы атаковать неприятеля в столь сильных позициях и приступить к Эрзеруму; других же войск не было у меня, ибо секурсы [подкрепление] ещё не пришли.— Из всеподданнейшего рапорта гр. Паскевича (14 июля 1829 г. — Эрзерум)

### Наступление ванского паши на Баязет
Генерал Попов ещё в марте и августе 1829 года получал сведения о сборе в Ванском эялете турецких сил для наступления на Баязетский пашалык, однако сведения из разных источников были сильно противоречивы. О данной ситуации Попов доносил Паскевичу, прося у него позволения произвести рекогносцировку в сторону Вана для выяснения обстановки, чтобы в дальнейшем действовать по обстоятельствам, но получил отказ.
Тем временем, ванский паша действительно с весны готовился к наступлению на Баязет, но лишь в начале июня, когда граф Паскевич с главным корпусом был уже на подступах к Эрзеруму, сераскир (главнокомандующий) турецкими войсками отдал ванскому паше приказ срочно выступать на Баязет. Целью данного наступления было отвлечение главных русских сил от Эрзерума. Кроме того, занятие Баязета турецкими войсками означало прорыв левого фланга русских войск в Анатолии, и давало возможность первым ударить в тыл главному корпусу Паскевича, наступавшему на Эрзерум.
6 (18) июня до 3000 турецкой кавалерии подошли к укреплению в окрестностях Топрах-Кале (120 вёрст от Баязета). Находившийся в нём незначительный русский гарнизон открыл артиллерийский огонь и произвёл небольшую вылазку, после чего, противник отступил и продолжил своё движение на Баязет, перед тем, разграбив несколько домов и уведя с собой до 1500 рогатого скота и 70 армянских пастухов, двое из которых были убиты.
17 (29) июня, когда ванский паша находился в двухдневном переходе от Баязета, Попов получил первые сведения о движении на него турецких войск. К утру 18 (30) июня кавалерийский турецкий отряд (ок. 2000 чел.) переправился через гору Алла-даг и занял селение Кази-Гёль (20 вёрст от Баязета), находящееся в непосредственной близости от аванпостов русских. Пройдя дальше, передовой турецкий отряд столкнулся с казачьим рекогносцировочным разъездом, и после кавалерийской стычки с потерей в 200 человек, вернулся к Кази-Гёль. 19 июня (1) июля казачий разъезд предпринял попытку подойти как можно ближе к турецкому лагерю для выявления сил противника, однако был тут же встречен высланной против него многочисленной курдской конницей. Казачий отряд вынужденно отступил. Курдская конница, преследуя казаков, заняла аванпосты, ранее занимаемые русскими.

## Силы сторон

### Русский гарнизон
Общие русские силы в Баязетском санджаке (до осады) состояли из 3,5 батальона пехоты, казачьего полка полковника И.К. Шамшева (по сообщению Монтейта — 2000 русских и 1000 армянской милиции) при следующей дислокации:
- В Баязете — Нашебургский полк, батальон Козловского пехотного (мушкетёрского) полка;
- В Топрак-Кале — 2 роты Козловского полка;
- В Диадине — сборная команда из пехотных рот и казаков.

Армянская милиция находилась частью в самом Баязете (батальон, 500 чел.), а частью в других пунктах санджака. Из 12 орудий, 10 находились в Баязете (там же находились и 7 трофейных).
Численность русского гарнизона в Баязете (во время осады):
- Пехота (13 рот Нашебургского и Козловского мушкетёрского полков) — 1482 человека;
- Казачий Шамшева полк — 339 человек;
- Армянская милиция (ополчение) — 500 человек;
- Полевых орудий — 10;
- Турецких (трофейных) орудий — 7.

Диспозиция для обороны:
- Восточная батарея (со стороны макинской дороги) — 4-я и 5-я роты Козловского полка, 1 полевое и 3 турецких орудия;
  - Перед восточной батареей в особом «кронированном» здании (или башне) — 50 человек армянской милиции;
- Новая батарея — рота Нашебургского полка, 2 полевых орудий;
- Западная батарея (со стороны эриванской дороги) — батальон Нашебургского полка, 4 полевых орудий;
  - Прикрытие западной батареи — 3-я рота Козловского полка;
- Южная черта города на протяжении между новой батареей и эриванской дорогой (в небольших каменных завалах) — рота Нашебургского полка и батальон армянской милиции;
- В цитадели (новом замке) — рота Нашебургского полка, 4 полевых орудий;
- Красная батарея (у старого замка) — рота Нашебургского полка, 4 медных турецких орудий;
  - На высоте близ старого замка — 200 армянской милиции;
- Общий резерв, расположенный в караван-сарае — казачий Шамшего полк.

Руководство обороной города со стороны эриванской дороги брал на себя Попов, а со стороны макинской дороги возложено на генерал-майора Ф.С. Панютина. Продовольственный и пороховой запасы размещались в новом замке, как в более неприступном.

### Турецкий корпус
С 29 мая (10 июня) начали поступать сведения, что в Ване турецкие силы, намеревавшиеся начать наступление на Баязет, собраны в числе до 15 000 пехоты и кавалерии при 12 орудиях. По донесениям лазутчиков от 17 (29) июня, когда ванский паша находился уже в Кази-Гёле, его силы насчитывали около 9000 пехоты и 5000 кавалерии при 12 пушках и 2 мортирах.
Подошедшая 19 июня (1 июля) к Баязету основная часть турецких сил насчитывала около 10 000 пехоты и кавалерии при 8 орудиях и 1 мортирой. У. Монтейт сообщал, что силы ванского паши, атаковавшие Баязет (речь идёт о 20 июня), насчитывали 10 000 человек и 7 орудий. Общие турецкие силы, принимавшие участие в боях 20 (2) и 21 июня (3 июля), насчитывали 14 000 человек при 14 орудиях.

## Осада

### 20 июня
20 июня (2) июля в 5 часов утра турецкие силы с разных сторон двинулись на Баязет. Сходу были сбиты передовые аванпосты русских со стороны макинской дороги. Попов тут же выдвинул в том направлении весь находившийся в резерве казачий полк Шамшева. В течение 5 часов казаки сдерживали атаки неприятеля «оспаривая у него каждый шаг» перед восточной батареей, но были не в силах сдержать атаку многочисленной турецкой кавалерии и понеся значительные потери, были вынуждены начать отступление. На помощь отступающим казакам, которые находились на грани истребления, из цитадели были высланы две роты Нашебургского полка. Увидев приближение русской пехоты, ванский паша остановил атаку со стороны макинской дороги и направил основную часть своих войск на красную батарею и в западную черту города со стороны эриванской дороги. Вскоре выяснилось, что это был демонстрационный манёвр для отвлечения русских сил от макинской дороги, со стороны которой ванский паша планировал нанести главный удар. К полудню вся турецкая артиллерия была установлена на высотах прилегающих к мусульманской части города и макинской дороге. Однако Попов изначально не исключал подобного развития событий, и не ослабил восточную батарею, а также подступы к городу со стороны макинской дороги.
К 2 часам пополудни главные силы турок вновь вышли на макинскую дорогу и пошли на штурм города. Ванский паша, открыв артиллерийский огонь по восточной батарее, направил на неё многочисленную кавалерию, за которой шли 2000 пехоты. «Под покровительством конных масс, выносивших на себе весь огонь русской артиллерии» турецкая пехота оврагами и косогорами скрытно подобралась к холму близ мусульманского квартала и с криками бросилась на восточную батарею. Находившимся в древней башне перед батареей армянским ополченцам (50 чел.), «объятым величайшим ужасом», едва удалось укрыться в городе, после чего турки, заняв ту башню, тут же открыли с неё огонь по русской батарее. Другая часть турецкой пехоты через мусульманский квартал ворвалась в город. При первом же успехе турецких войск, жители мусульманского квартала открыли из своих домов огонь в тыл русской восточной батареи. Командующий обороной на макинской дороге генерал-майор В.К. Панютин был ранен в бедро правой ноги и тут же был перенесён в цитадель на перевязочный пункт. Из командиров на батарее оставались только молодые артиллерийские офицеры Опочинин, Радуцкий и Селиванов. Из-за окружавшей батарею гористой местности, русская артиллерия по своему расположению не имела возможности вести огонь далее чем на 50 сажень, что позволяло атакующим приближаться вплотную. Взбиравшиеся на батарею турки были встречены штыками её защитников.
К вечеру, после 6-часового боя, из 250 защитников восточной батареи в строю (боеспособными) оставались только 60 человек, которые вместе с ранеными начали отступать. На батарее, однако, оставался один офицер Кавказской гренадерской артиллерийской бригады — подпоручик Селиванов. «Совсем ещё юноша, впервые в этот день участвовавший в битве» Селиванов, несмотря на полученное пулевое ранение в ногу, опираясь на банник, переходил от орудия к орудию и, самолично заряжая их, продолжал производить выстрелы. Второе пулевое ранение с раздроблением плеча повергло Селиванова на землю. Отступавшие тем временем артиллеристы вернулись на батарею, чтобы вынести раненного подпоручика, но последний прокричал:

Прочь! К орудиям! Вы не должны были покидать своего места! Защищайте не меня, а батарею!
Артиллеристы вновь кинулись к своим орудиям и вступили с атакующими в рукопашный бой, тщетно пытаясь удержать свою позицию. Селиванов погиб от третьего пулевого ранения в сердце (по сообщению С. А. Маркевича — был изрублен турками у одного из своих орудий). По словам Н.И. Ушакова, «молодой офицер, исполненный необыкновенным рвением, не сделал назад ни шагу, и пал при своей артиллерии». Захватив батарею, неприятель в ярости обезглавил не только раненых, но и убитых её защитников.
Тем временем, тяжело раненный Панютин после окончания перевязки повёл на захваченную турками батарею 1-ю гренадерскую роту Нашебургского полка. Гренадеры, предшествуемые носилкам с раненным генералом, шли ускоренным шагом. Пропустив мимо себя отступающих артиллеристов, они штыковой атакой выбили неприятеля с занимаемой ими батареи, но вскоре не выдержали новой атаки турок, и батарея вновь оказалась в руках неприятеля. Вскоре в спешном порядке для отбития восточной батареи из разных частей была собрана сводная команда из 100 человек под командованием артиллерийского штабс-капитана Трубникова (2-го). Через ¼ часа эта команда внезапно атаковала турок и вытеснила их с батареи. Однако через короткий промежуток времени турки вновь повели усиленную атаку на восточную батарею. При её отражении больше половины бойцов из сводной команды были ранены или убиты. Сам Трубников получил тяжёлое ранение в грудь, но, спешно перевязав рану, продолжал руководить обороной батареи и оставил её только тогда, «когда защищать её было уже некому».
В то же время с 2 часов пополудни генерал-майор Попов с основными силами удерживал западную черту города. Турецкие силы, ворвавшиеся в мусульманский квартал, были поддержаны местным турецким и курдским населением. Командир Нашебургского пехотного полка полковник Боровский был ранен и командование полком принял на себя полковник Поярков, который довольно продолжительное время удерживал неприятеля в мусульманском квартале, ведя с ним ожесточённые уличные бои, в ходе которых и он был ранен, но до конца продолжал оставаться на передовых позициях. Вместе с русскими частями активное участие в боях принимали и армянские ополченцы. По свидетельству Попова, армяне, отступившие под первым натиском турок, теперь дрались отчаянно, а их начальники всегда были впереди и почти все были ранены или перебиты.
К вечеру турки полностью вытеснили русских из мусульманского квартала. Также турками были взяты высоты перед красной батареей, которые защищал полковник Шамшев. Сам Шамшев в ходе боёв получил тяжёлое ранение в грудь. К полуночи турки фактически овладели половиной города, включая восточную батарею с 4 орудиями и прочие стратегически важные пункты.

### Военный совет (20—21 июня)
В ночь с 20 (2) на 21 июня (3) июля до самого утра в мусульманском квартале шло празднование победы турецкими войсками, которое сопровождалось орудийной и ружейной стрельбой в сторону русского гарнизона. Удручающее впечатление на гарнизон производили доносимые до него стоны и вопли, как выяснилось впоследствии, замученных русских военнопленных и нескольких армянских семей.
Той же ночью генералы Попов и Панютин провели совещание, на котором первый вначале счёл «невозможным продлить вновь столь кровавую защиту», предлагая найти наилучшие пути отступления. Панютин же утверждал, что отступление повлечёт за собой ещё более ужасающие потери, но в то же время предлагал не предпринимать попыток вернуть утерянные позиции, а напротив — стянуть войска к двум замкам и укрепиться там. Не находя компромисса, генералы решили для разрешения вопроса вызвать на совет полковников Боровского, Шамшева и майора Кутлянского (остальные штаб-офицеры ввиду тяжелейших ранений не смогли явиться). Прибывшие на совет штаб-офицеры поддержали мнение Панютина по поводу продолжения обороны. Военный совет пришёл к решению занять оба замка, а на их подножиях равномерно расположить оборонительную линию.
Все части, находившиеся на подступах к городу со стороны эриванской дороги, а также растянутые по западной черте города, той же ночью скрытно передислоцировались в назначенные пункты. Казачий полк спешился и занял оборону в новом замке. На прежних местах были оставлены пустые палатки, чтобы ввести в некое заблуждение противника, не подозревавшего о масштабной передислокации русских сил. Вся русская артиллерия заблаговременно была направлена на восточную батарею, мусульманский квартал и в сторону макинской дороги.

### 21 июня
С рассветом 21 июня (3) июля русская артиллерия внезапно открыла интенсивный огонь по турецким позициям. Турки, в свою очередь, произвели атаку на старый замок, но были отбиты находившимися там двумя ротами Нашебургского полка, которые тут же контратаковали противника, и при поддержке огня двух орудий подпоручика Опочинина, штыковой атакой выбили его с высоты, накануне отбитой у Шамшева. На господствующую высоту тут же прибыл Попов и доставлен на носилках раненный Панютин, который своим присутствием ободрил солдат. Отступив от старого замка, турки повели атаку на новый замок. Его прочно удерживали пехота, казаки и армянские ополченцы, поражая атакующих турок «ядрами, картечью, стрелковою обороною и ударами в пики и штыки». После нескольких безуспешных попыток овладеть цитаделью, турки отступили. Вслед за этим, 6 русских орудий сосредоточили свой огонь на мусульманском квартале, где базировались главные турецкие силы. К 11 часам утра большинство домов были разрушены и турки, чтобы укрыться от огня русской артиллерии, стали постепенно отходить к блокгаузам восточной батареи.
Не упуская благоприятного момента, Попов решил контратаковать противника и вернуть ранее утерянные русскими позиции. Для этого он направил на мусульманский квартал армянскую милицию, чтобы окончательно вытеснить оттуда противника. На восточную батарею направлялись нашебургские стрелки под командованием капитана Полтинина и две роты Козловского полка. После жестокого боя, турки были вытеснены с занимаемой ими батареи, а благодаря стремительному броску русской пехоты, они не успели вывести ни одного орудия, в результате чего, восточная батарея со всеми её 4 орудиями осталась в руках русских. Тем временем, кровавая картина разыгралась в мусульманском квартале. Армяне, озлобленные тем, что накануне ночью в нём были замучены несколько армянских семей, дрались с особым ожесточением, не давая пощады ни противнику, ни местным мусульманским жителям. По свидетельству очевидца, «более 1000 трупов свидетельствовали о произведённой здесь дикой расправе с изменниками».
Ванский паша приказал во что бы то ни стало выбить русских с занимаемых ими позиций и в 12 часов пополудни 6000 турок с яростными криками бросились на город в атаку со стороны макинской дороги. Однако Попов ожидал контратаку противника и вся русская артиллерия, заранее взявшая прицел на определённый участок в непосредственной близости от восточной батареи, и дождавшись когда противник поравняется с линией прицела, одновременно с трёх сторон открыла частый перекрёстный огонь. Турецкая атака была остановлена и противник начал беспорядочное отступление. По уходящим туркам был дан картечный залп, который, ввиду тесноты отступающих, увеличил их урон.

## Потери сторон

### Русские
Потери русского гарнизона за время боёв из числа регулярных подразделений за 20 (2) и 21 июня (3) июля составляли:
Козловского пехотного полка:
- капитан Валентий;
- прапорщик Перекрёстов;

3-й лёгкой роты Кавказской гренадерской артбригады:
- подпоручик Селиванов;

Донского казачьего Шамшева полка:
- хорунжий Кирсанов

- убитыми:
  - обер-офицеров — 4 человека;

- нижних чинов — 73 человека;

- раненными:
  - штаб-офицеров — 4 человека;
  - обер-офицеров — 17 человек;
  - нижних чинов — 311 человек;
- пропавшими без вести:
  - нижних чинов — 12 человек.

И того, общие потери русских составляли — 421 человек, что составляло почти третью часть всего гарнизона. Также, по разным источникам, общие потери русских в результате 2-дневных боёв варьируются от 400 до 475 человек.
Из числа армянских милиционных подразделений — 90 человек убито, число раненных — неизвестно. В ходе боёв 20 июня (2 июля) почти все их командиры были ранены или убиты.
За 32 часа русским гарнизоном было выпущено 120 тыс. патронов и 1430 снарядов. По мнению составителей УРВК (т. 4, ч. 2), принимая во внимание малочисленность гарнизона, кремнёвые ружья и число орудий, «случай едва ли не единственный в тогдашних полевых сражениях».

### Турецкие
После отступления турок 21 июня (3 июля), из их числа на поле боя оставались лежать более 400 тел погибших. По показаниям турецких военнопленных, общие их потери убитыми и раненными составляли до 2000 человек.

## Дальнейшая осада (22—30 июня)
Пока неприятельский лагерь так близко, мы можем много потерпеть, ибо если пробудем ещё 2—3 недели в таком положении, то жители погибнут от голода… Снарядов ещё достаточно для двух неприятельских штурмов, но патронов едва ли достанет для одного… В Козловском полку офицеров весьма недостаточно: молодые прапорщики командуют ротами, и нет ни одного штаб-офицера; полковой командир ранен, майор Яниковский тоже, подполковник Тршесневский сошёл с ума, Курский ушиблен лошадью без надежды к выздоровлению — и за полком смотреть некому… Чума продолжается; скученность войск усиливает болезнь… Если бы немного подкрепления, то можно бы было прогнать неприятеля и освободиться от этой тяжкой блокады.
В первой половине часа пополудни турецкие войска были выбиты со всех направлений, после чего, они были вынуждены отступить к дальним высотам на расстояние около 9 вёрст от Баязета, где расположились в ожидании подкрепления. В самом городе все раненные русские были перенесены в новый замок, а тела погибших (большей частью обезглавленных противником) были похоронены.
Вскоре в городе начался голод. Турецкими войсками был угнан почти весь скот, а остававшийся в городе, падал от бескормицы из-за вытоптанных курдскими конями полей. Жители явились к генералу П.В. Попову, прося у него «дневного пропитания», и последний выдал им продовольствие из казённых запасов. Курдская конница систематически производила незначительные набеги на окрестности города, и казакам по тревоге почти ежедневно приходилось выступать против неприятеля. При одном из наиболее удачных набегов курдской конницы, когда казаки только вернулись из очередного рейда, курды сразу повторили налёт и увели весь остававшийся у жителей скот, а охранявшие его 16 армянских милиционеров были взяты в плен, и на следующий день их тела были найдены обезглавленными.
О результатах битвы и дальнейшем тяжёлом положении русского гарнизона и жителей Баязета Попов доносил Паскевичу, прося у последнего подкрепления. Однако ослабление главного действующего корпуса, который уже долгое время также ожидал подкреплений из Тифлиса, значительно уменьшало бы шансы на успех относительно главной цели кампании — взятие Эрзерума. Паскевич отвечал Попову, что самая деятельная помощь для него будет, если он (Паскевич) разобьёт трехбунчужного (мушира или генерал-аншефа) Гакки-пашу и сераскира, а когда, «если Бог благословит», Эрзерум будет взят, то ванский паша сам оставит Баязет и «будет помышлять о собственном спасении».

Дальнейшая осада Баязета из рапорта Паскевича Николаю I (от 14 июля 1829 г. — Эрзерум):

- 22 июня — конные толпы турецкие подходили к городу с разных сторон, но действием артиллерии нашей были отбиты; им удалось только отогнать в сие время несколько обывательского скота.
- 23 июня — неприятель занял все высоты вокруг города и оставался без действий. Это было фальшивое выказывание войск для скрытия отступления его, ибо турки в сей день перешли в старый лагерь их при дер. Кази-Гёль.
- 24 июня — они снова большими толпами показались вокруг города, но небыли допущены артиллериею нашею и отступили.
- 25 июня — рекруты (300 чел.), шедшие из Грузии в Баязет, прибыли в дер. Кара-Булах, что подле Баязета. Ванский паша послал 5-тысячный конный отряд отрезать им дорогу. Ген.-м. Попов, осведомись о сём, послал навстречу рекрут 3 роты (200 чел.), 3 сотни казаков и одно орудие под начальством полк. Боровского. Турки не поспели перерезать сообщение, и рекруты соединились с нашим отрядом, а неприятель отступил.
- 26 июня — конные партии турок, вероятно, для грабежа пришли по ту сторону Арарата к Араксу и напали там на армян, переселяющихся к нам из Баязетского санджака.
- 27, 28, 29 и 30 июня — неприятель каждый день окружал город, стоял до полудня и после отступал в лагерь.

Между тем, пока ванский паша осаждал Баязет, главный русский корпус Паскевича 19 июня (1) июля разгромил сераскира Гаджи-Салеха под Каинлами, 20 июня (2 июля) нанёс сокрушительное поражение Хакки-паше под Милле-Дюзе, а 27 июня (9 июля) русскими войсками был взят Эрзерум. Получив известие о падении последнего, ванский паша тут же снял осаду Баязета и, бросив свой лагерь со множеством имущества, 1 (13) июля двинулся в сторону Вана для защиты своего пашалыка. Через 2 дня Баязетский санджак был полностью покинут неприятелем, а казаки заняли прежние свои пикеты.

## Значение
Первое известие о 2-дневном «кровавом» сражении в Баязете и о дальнейшем критическом положении русского гарнизона, по словам Н.И. Ушакова, заставило Паскевича пережить «несколько крайне тяжёлых минут раздумья и колебаний». Известие было получено 23 июня (5) июля, когда главный русский корпус находился в Кара-Кургане. От данного пункта до Баязета было около 200 вёрст гористой местности. Русский авангард генерал-майора Ф.А. Бековича-Черкасского, находившийся тогда близ Хорасана, при быстром фланговом движении, пройдя 80 вёрст, мог бы на третьи сутки прибыть только в Топрах-Кале, который находился в 120 верстах от Баязета. Но выдвижение Бековича-Черкасского к последнему ослабляло бы главный действующий корпус Паскевича и, возможно, сводило бы его победы над войсками Гаджи-Салеха и Хакки-паши в Саганлугских горах на нет. По мнению Н.И. Ушакова, ведавшего в то время тайной канцелярией Паскевича, и В.А. Потто, — «летописца Кавказских войн», — заслуга Паскевича заключается в том, что он «не допустил частному военному обстоятельству увлечь себя в такую минуту, когда разгром сераскира открывал перед ним ворота Эрзерума». Паскевич остановился на решении не изменять изначально задуманному плану боевых действий, и данное решение оказалось вполне оправдано последующими событиями.
Удержание же самого Баязета, являвшегося тогда главной опорой левого фланга операционной базы русских войск в Восточной Анатолии, исключило возможность выхода турецкого корпуса ванского паши в тыл главному русскому корпусу Паскевича, что в значительной степени повлияло бы на дальнейший ход кампании. По утверждению Н.И. Ушакова:
Потеря этого пункта без сомнения значительно расстроила бы главные наступательные операции действовавшего Корпуса. Но, к счастью, Ванский паша не имел достаточной предприимчивости, а стойкость гарнизона успела внушить ему весьма выгодное мнение о наших силах.

## Последствия
С уходом ванского паши из Баязетского пашалыка, в нём на некоторое время образовалось затишье. Паскевич, придерживаясь тонкой политики по отношению к этому пашалыку, предписывал Попову:

Всех баязетских турок, оказавшихся изменниками, — арестуйте; старшин куртинских не трогайте, чтобы не вооружить против нас народа; армянам не верьте — их преданность может быть признаком страха.
Однако, что касается последних, то Попов позволил себе возразить главнокомандующему, написав следующее:

Армяне столько показали приверженности к нам в опасное время, что я долгом поставляю себе ходатайствовать перед Вашим Сиятельством — они заслуживают доброго о них мнения.
Также, по донесению Попова: 

…армяне ведут себя хорошо; русским преданы и повинуются начальству.
О мусульманском населении Попов писал Паскевичу, что оно также находится пока в спокойствии, но подвергается отрицательному по отношению к русским влиянию со стороны члена областного баязетского правления, курдского аги Сулеймана, назначенного Паскевичем командиром куртинского полка, а также брата последнего, находившегося при ванском паше. В случае вторжения турецких войск в Баязетский пашалык, их преданность ставилась под сомнение.
Вскоре ванский паша, убедившись, что главные силы русских в Эрзеруме и без его участия испытывают крайние затруднения, с новыми силами вновь вторгся в Баязетский пашалык, и 24 (12) июля его боковой отряд приблизился к Диадину, а 30 (18) июля главные его силы уже находились в селении Чубухлы, что в 45 верстах или 2-дневном переходе от Баязета. К ванскому паше присоединились три курдских родоначальника «с народом своим». Одной из значимых причин перехода местных пашей и беков на сторону турецких войск было прибытие в Константинополь английских и французских послов для посредничества о заключении мира. Послы заверяли, что «из завоёванных земель российское правительство не удержит за собою ни одного аршина». Слухи об этом тут же разнеслись по Баязетскому пашалык и другим османским провинциям, находившимся в зоне боевых действий. Управляющие местными администрациями, «зная, что должны опять обратиться к турецкому правительству», опасались оказывать содействие русским войскам.
Баязету вновь угрожала реальная опасность. Согласно донесению Попова, ванский паша опять приближался к городу и уже сдвинул передовые русские пикеты, среди бойцов гарнизона свирепствовала чума, и Попов уже не надеялся удержать город малочисленным гарнизоном, а намеревался оборонять только замки. Но оставлять сам город неприятелю тоже было нельзя, так как последний перекрывал бы гарнизону воду. Местные жители бросили запасы еды и принялись спешно покидать город. Несмотря на затруднительное положение главного корпуса, Паскевич всё-таки направил на подкрепление баязетскому гарнизону 6 рот Севастопольского полка, полк черноморских казаков и 4 орудия лёгкой артиллерии под командованием генерала И.А. Реутта. Последний, вместе с тем, по приказу Паскевича сменил на своём посту генерала Попова, которому было приказано вступить в командование своей бригадой. С появлением дополнительных русских сил в Баязетском пашалыке, ванский паша распустил курдов по своим кочевьям и поспешил покинуть пашалык.
2 (14) сентября 1829 года был подписан Адрианопольский мирный договор, по результатам которого, к России отходили ряд территорий из европейской части османских владений и Закавказья, включая бо́льшую часть восточного побережья Чёрного моря. Баязетский же пашалык, ровно как Карский и Эрзерумский, возвращались Османской империи. Османская империя также признавала переход к России части территории Восточной Армении —  бывшие Эриванское и Нахичеванское ханства, переданных годом ранее Персией согласно Туркманчайского мирного договора.
В 1829—1830 годах из Баязетского пашалыка в российские пределы переселились 4215 семей, часть из которых поселилась на месте руин армянского селения Гавар, где основали селение Нор-Баязет (Ново-Баязет).

## Награды и знаки отличия

### Коллективные награды
Георгиевские знамёна с надписью «За оборону крѣпости Баязета 20-го и 21-го iюня 1829 года» получили:
- 1-й и 2-й батальоны Козловского пехотного (мушкетёрского) полка;
- Нашебургский пехотный полк;
- Донской казачий Шамшева полк.

### Индивидуальные награды
Орденами Святого Георгия были награждены:
| № | Фамилия, имя отчество          | Чин           | Должность                                    | Ст. | Дата       | За №   |
| - | ------------------------------ | ------------- | -------------------------------------------- | --- | ---------- | ------ |
| 1 | Попов, Павел Васильевич        | генерал-майор | командир 1-й бригады, 22-й пехотной дивизии  | 3-й | 17.09.1829 | № 415  |
| 2 | Панютин, Фёдор Сергеевич       | генерал-майор | командир 2-й бригады, 20-й пехотной дивизии  | 3-й | 19.01.1830 | № 421  |
| 3 | Шамшев, Иван Карпович          | полковник     | командир Донского казачьего полка            | 4-й | 06.08.1830 | № 4405 |
| 4 | Боровский, Александр Фёдорович | полковник     | командир Нашебургского пехотного полка       | 4-й | 06.08.1830 | № 4406 |
| 3 | Полтинин, Михаил Петрович      | майор         | Нашебургского пехотного полка                | 4-й | 06.08.1830 | № 4408 |
| 4 | Трубников, Степан Васильевич   | капитан       | Лёгкой 3-й роты, 22-й артиллерийской бригады | 4-й | 06.08.1830 | № 4410 |

## Комментарии
1. ↑  Турецкие власти запрещали колокольный звон и ношение какого бы то ни было головного убора кроме чалмы, но не вмешивались в дела внутреннего самоуправления армянского духовенства[12].
2. ↑  Это было связано с тем, что Нерсес не был согласен с видением И.Ф. Паскевича касаемо очертания новой границы между Россией и Персией, которая должна была проходить по реке Аракс и вырабатываемая во время переговорного процесса в ходе Русско-персидской войны (1826-1828).
Нерсес обосновывал необходимость включения в состав России помимо Эриванского и Нахичеванского ханств, территорию Макинского ханства, соседствующего с Нахичеванским, а также район Баязета и урочище Кульп.
На что Паскевич ответил отказом, считая, что мир с Персией заключён «довольно выгодный», а с присоединением Макинского ханства, новая граница стала бы «весьма неопределенная».
3. ↑  Из рапорта Паскевича Николаю I от 23 сентября 1828 года:

…причиною возвращения как сих куртинцев, так и не участие прочих в защите Баязета должно особенно приписать прокламации, мною ещё при начале кампании распространённой между различными их племенами и в коей ясно представлены были выгоды, которые они получат, прибегнув к покровительству России, и несчастия им предстоящие, если осмелятся вооружаться против войск наших.— ЦГВИА[22]
4. ↑  В армянском селении Чилькан, подвергшегося нападению карапапахов, один из курдов Гассан-аги пикой ранил карапапахского родоначальника Наги-хана[23].
5. ↑  По мнению составителей УРВК (т. 4, ч. 2) Б. П. Веселовзорова и В. А. Потто:

Он [Паскевич] более всего опасался, чтобы успех не был приписан подчинённым генералам, и таким образом, не отнял бы у него военной славы. Так было в Тавризе с князем Эристовым, под Эриванью с Красовским и, наконец, в Баязете с князем Чавчавадзе.— Утверждение русского владычества на Кавказе[26].
Опале Паскевича, в виду своих военных успехов, во время той войны подвергся и начальник кавалерии действующего корпуса генерал-майор Н. Н. Раевский[27]. В дальнейшем нечто подобное произошло и с руководителем обороны Баязета — Поповым. Одной из причин ухода его в отставку было «неудовольствие с Паскевичем»[28].
6. ↑  При описании диспозиции гарнизона Ушаков перечисляет на одно полевое орудие больше (т. е. — 11), чем указывает в общем итоге (т. е. — 10)[2].
7. ↑  Что побудило Паскевича в столь опасную минуту сместить с поста командующего Баязетским пашалыком испытанного генерала Попова и заменить его генералом Реуттом оставалось невыясненным, но Попов счёл себя крайне оскорблённым, и по окончании войны вышел в отставку. Известно только, что между ним и Паскевичем произошли некие трения. Несмотря на предложение самого Николая I, желавшего удержать на службе столь «храброго генерала», заменить отставку длительным отпуском, Попов не пожелал продолжать службу и отбыл в своё имение в Крыму, где посвятил остаток жизни хозяйственным заботам[56].